# Sân bay Hải quân Hoàng gia Thái Lan U-Tapao
Sân bay Hải quân Hoàng gia Thái Lan U-Tapao là một sân bay của không lực hải quân Thái Lan và là căn cứ của Không đoàn 1 Hải quân Hoàng gia Thái Lan. Nó cách Bangkok khoảng 140 km về phía Đông Nam, sát bờ vịnh Thái Lan, thuộc địa phận huyện Sattahip tỉnh Rayong.
Trước năm 1965, U-Tapao chỉ là một sân bay nhỏ của quân đội Thái Lan. Khi Chiến tranh Việt Nam nổ ra, Thái Lan cho Hoa Kỳ sử dụng sân bay U-Tapao làm căn cứ cho các máy bay B-52 oanh tạc xuống các chiến trường ở Nam - Bắc Việt Nam, Lào và Campuchia. Quân đội Hoa Kỳ đã đầu tư xây dựng mở rộng và hiện đại hóa U-Tapao thành một trong những sân bay lớn nhất và hiện đại nhất Đông Nam Á.
Ngày 10 tháng 1 năm 1972, sân bay U-Tapao bị một đơn vị đặc công tấn công. Khi chiến tranh Việt Nam kết thúc, quân đội Mỹ rút dần khỏi U-Tapao. Ngày 13 tháng 6 năm 1976, sân bay này được không quân Hoa Kỳ trao trả cho chính phủ Thái Lan.
Bắt đầu từ 1981, sân bay U-Tapao nhiều lần là nơi tổ chức cuộc tập trận Hổ Mang Vàng. Thái Lan cũng cho Hoa Kỳ sử dụng sân bay U-Tapao vào mục đích hậu cần cho các chiến dịch quân sự ở Iraq và Afganistan.